# Botifarra amb mongetes
La botifarra amb mongetes és un plat clàssic i tradicional de la cuina catalana, molt senzill però també molt característic d'aquesta cuina. Aquest plat es pot considerar un símbol de la gastronomia i cultura catalana. L'associació de mongetes i botifarra existeix també a la cuina occitana, germana de la catalana, en un dels seus plats més populars: el caçolet.
A les fondes de sisos barcelonines del segle xix aquest plat era conegut com a les onze mil verges, segurament pel nombre de mongetes, i la butifarra era una noia del país.
La botifarra amb mongetes és un dels plats més estimats de la cuina catalana. Té un caire popular, de colla, i està fermament amarrada a la bandera republicana. És un plat que es menja sovint en forma de botifarrada o en masies com a colofó d'una excursió.

## Primeres referències escrites
Les mongetes seques varen ser introduïdes a la cuina catalana a partir del segle xvi, amb altres productes originaris d'Amèrica. D'altra banda, la botifarra es deia llonganissa o llangonissa -i encara es continua dient així en algunes comarques. A l'època de la Renaixença catalana, a la segona meitat del segle xix, és quan aquest plat es va fer molt popular. En aquesta època, Felip Cirera (que de vegades signava com a Felip de Palàcio), al llibre Avisos o sian reglas senzillas a un principiant cuyner o cuynera adaptadas a la capacitat dels menos instruhits, ja parlava de mongetes estofades o guisades cuites amb butifarra. Cap al 1830 també apareix la recepta al Nou manual per cuinar amb tota perfecció i l'any 1835 apareix al llibre anònim La cuynera catalana, tot i que encara utilitzen el mot llonganissa per referir-se a la botifarra.
El 1933 apareix la recepta de botifarra amb mongetes, així com d'altres on aquestes estan cuites en forma d'escudella, amb el seu sofregit i la seva picada, a El llibre de la cuina catalana de Ferran Agulló.

## Elaboració
Per a la preparació del plat més senzilla, primer coeu en aigua bullent les mongetes i escorreu-les. Punxeu amb una forquilla una botifarra per persona i salteu-la a la paella per tots els costats, podeu deixar que es cogui en el seu propi greix o afegir un raig d'oli d'oliva o, antigament, una mica de llard. Aparteu la botifarra i salteu les mongetes a la mateixa paella, amb el greix de les botifarres i a foc ben viu. Podeu afegir les botifarres per reescalfar-les al darrer moment. Se serveix una botifarra amb les mongetes al costat com acompanyament.

## Variants i plats germans
Sovint es cou una pica de cansalada o de pernil salat tallat a trossets petits a la paella, després de retirar les botifarres i abans d'afegir les mongetes. També se sol afegir un all i julivert fresc picat.
Un acompanyament de la butifarra tan típic com les mongetes són els rovellons, cuits de la mateixa manera. De vegades s'utilitzen cigrons cuits en comptes de mongetes. En algunes receptes valencianes s'afegeixen faves a les mongetes que acompanyen la botifarra.
Una variant és la de substituir la butifarra per bistecs de llom de porc, que "constitueix un dels grans clàssics de la cuina barcelonina de la Renaixença" catalana del segle xix i que és típica en algunes comarques, com al Pla de l'Estany del dia de matar el porc.

### Altres plats amb botifarra i mongetes
A Osona existeix des d'antic un plat a base de mongetes i butifarra que es diu cassolet. Al sud de Llenguadoc, a Arieja, existeix la mongetada (en occità, mondjetade). Al centre de Llenguadoc existeix el caçolet, que es va començar a difondre a Barcelona a partir dels anys vint del segle xx. El 1927 el cuiner Josep Rondissoni va publicar a Barcelona la recepta de "cassolet" (era el caçolet de Tolosa) al volum Classes de cuina en el marc dels cursos de cuina que donava l'Institut de Cultura i Biblioteca Popular de la Dona.